# Mahmoud Fayad
Mahmoud Sha'baan Abdallah Fayad (in arabo محمود شعبان عبدالله فياض‎?; Alessandria d'Egitto, 9 marzo 1925 – Alessandria d'Egitto, 18 dicembre 2002) è stato un sollevatore egiziano.

## Carriera
Vinse il titolo olimpico alle Olimpiadi di Londra del 1948, realizzando, nell'occasione, il record mondiale nel totale su tre prove della categoria dei pesi piuma (fino a 60 kg.).

## Palmarès

### Olimpiadi
- Oro a Londra 1948 nei pesi piuma.

### Campionati mondiali
- Argento a Parigi 1946 nei pesi piuma
- Oro a Scheveningen 1949 nei pesi piuma
- Oro a Parigi 1950 nei pesi piuma.